# Amphipyra costiplaga
Amphipyra costiplaga là một loài bướm đêm trong họ Noctuidae.